# Seviljski zavodnik i kameni gost
Seviljski zavodnik i kameni gost (šp. El burlador de Sevilla y convidado de piedra) je pozorišni komad jednog od najpoznatijih pisaca Zlatnog veka španske književnosti, Tirsa de Moline. Ovaj komad, kao i celokupno stvaralaštvo ovog poznatog dramaturga pipadaju epohi baroka, koja se formira u Španiji u XVII veku, dobu političke dekadencije i verskih sukoba.
Tirso de Molina je tipičan dramski pisac Zlatnog veka španske književnosti. Kao i svi ostali dramaturzi XVII veka, i Tirso je sledio principe nove komedije Lopea de Vege izložene delu Nova umetnost pisanja komedija (šp. Arte nuevo de  hacer comedias), objavljene 1609. godine. Seviljski zavodnik i kameni gost smatra se vrhuncem njegovog stvaralaštva i njegova filozofija se veoma razlikuje od kasnijih dela koja su za glavni lik imala Don Huana. Tirso de Molina je u ovom pozorišnom komadu pre svega izložio teološke teze vezane za veliki problem koji je mučio Španiju Zlatnoga doba — problem čovekove slobodne volje i Božije blagodati. Pokušavajući da u jednom smelom liku personalizuje sukob moralnih i društvenih načela, Tirso de Molina je u ovom komadu stvorio i uobličio mit o don Huanu, ili don Žuanu, kako će kasnije ovaj lik postati poznat zahvaljujući Molijeru i njegovom Don Žuanu.

## Siže
Prvi čin
Prva scena ovog dramskog dela nas vodi u Napulj, u palatu napuljskog kralja, gde se susrećemo sa Don Huanom i vojvotkinjom Izabelom, koji razgovaraju nakon provedene noći pune strasti. Izabela ga, međutim, oslovljava sa „Oktavio“, čime nam pisac odmah otkriva da je posredi prevara. Don Huan joj šapuće najslađe reči sve do trenutka kada Izabela želi da osvetli lampom njegovo lice. On joj priznaje da nije vojvoda Oktavio i da ju je prevario. Izabela, skrhana, poče da zove u pomoć, svesna da je obeščašćena. Huan je vrlo hladan i spokojan u trenutku kada dolazi straža, a sa stražom i njegov stric Don Pedro, da ga uhapsi.
Don Huan ostaje sam u prostoriji sa Don Pedrom i skida masku, otkrivši mu da je zapravo njegov bratanac i da je prevario Izabelu predstavivši se kao vojvoda Oktavio. Don Pedro, uplašen za svoj položaj u kraljevim očima, pomaže Huanu da pobegne, a kralju plasira kao krivca vojvodu Oktavia. Zahvaljujući Don Pedrovom monologu saznajemo više o Don Huanovoj prošlosti: da je bio proteran iz Španije jer je i tamo na isti način varao žene, kao što je učinio sa Izabelom. Stric ga proklinje rečenicom: Nebo neka kazni hulju. Celo delo prožimaju rečenice poput ove, naglašavajući da Bog treba da kazni Huana zbog laži i prevara koje čini. Huan, naime smatra da ne treba da se izvinjava niti da se kaje, i beži u Španiju.
Kralj ne dozvoljava Izabeli da se opravda i ona mu od sramote ne protivreči. Odlučuje da je utamniči, a Oktavija da primora da ispuni svoju dužnost, misleći da je vojvoda krivac. Oktavio je ludo zaljubljen u Izabelu. Ali kada se pojavi Don Pedro i optuži ga da ju je iskoristio, on se razočara u sve žene, pa i nju. Od bola i ljubomore, što ga je zaboravila njegova draga, napušta ga razum i odlazi u Španiju. ”¿Con Isabela hombre en palacio?...¡Estoy loco! ”
Na obalama Taragona susrećemo se sa Tizbeom, mladom prelepom ribarkom, iz čijeg monologa otkrivamo da je hladna prema muškarcima koji pokušavaju da je zavedu. Smatra da je ljubav traćenje vremena i jako je ponasna što ljubav nije osetila. Sasvim slučajno, ona pronalazi Huana i Katalinona, koje je izbacila voda nakon brodoloma. Tizbea i Katalinon pokušavaju da ožive Huana i za to vreme Katalinon ispiča Tizbei šta im se ko je Huan. Mlada ribarka odmah pomisli kako je Huan častan i plemenit čovek jer je visokog roda. Huan, povrativši svest, istog momenta kako je ugledao lepu Tizbeu, poče da joj izjavljuje ljubav Ja se rodih još jedared preko mora, a od mora do Amora samo slovo tu nas deli. Huan uspeva da zavede nevinu Tizbeu i da u njoj probudi osećanja za koja nije znala da postoje. Tizbea sve vreme izgovara Neka vas Bog u laži spreči. Huan, iako opet upozoren da ne čini grehe, čini ono što je zacrtao bez razmišljanja o posledicama.
U Sevilji kralj Alfonso od Kastilje i Don Gonsalo od Uljoe razgovaraju o Lisabonu i njegovim lepotama. Zahvaljujući ovom razgovoru zaključujemo da se drama odigrava u XIV veku. Kralj odlučuje da ugovori brak između Don Gonsalove ćerke, gospe Ane i Don Huana. Don Gonsalo je oduševljen ovom idejom i odlazi da porazgovara sa ćerkom.
Nazad na obali Taragona, Huan i Katalinon se spremaju da beže. Katalinon pokušava da mu objasni da će posle smrti ispaštati za sve prevarene žene i laži. Na to mu Don Huan odgovara Dug rok daješ za plaćanje i šali se da je za njega uživanje u ženama fizička potreba koju mora zadovoljiti.Tizbea se prepušta Don Huanu, koji je ubeđuje da će je oženiti i da je voli. Ona strepi da greši i opet preklinje Boga da kazni Huana ako je laže, na šta on isto odgovara Dug rok daješ za plaćanje. Nakon toga Huan je zapalio kolibu u kojoj su bili i pobegao bez osećaja bilo kakve griže savesti. Tizbea istrčava iz goruće kolibe proklinjući svoju naivnost i lažova. Svesna da je kažnjena što se uvek podsmevala onima koji su joj izjavljivali ljubav, pokušava da se baci u more.
Drugi čin
Don Dijego Tenorio, Huanov otac, razgovara sa kraljem Alfonsom i objašnjava mu da je Huan taj koji je iskoristio Izabelu, a ne Oktavio, a kao dokaz pokazuje pismo Don Dijega. Kralj naziva Huana drskim i odlučuje da ga pošalje u Lebrihu u izgnanstvo. Alfonso u tom času shvata koga je namenio gospi Ani, ćerki Don Gonsala, a čak i sam Don Dijego osuđuje Huana i smatra da treba sačuvati čast te devojke, a ne udati je za preljubnika. Tada dolazi i vojvoda Oktavijo, kako bi uverio kralja da nije obeščastio Izabelu. Kako bi rešio ovu zamršenu situaciju i zadovoljio svaku stranu, Alfonso odlučuje da Oktavija oženi gospa Anom. Oktavio brzo zaboravlja na ljubav prema Izabeli, zadovoljan što ga žene „suncem Seviljskih zvezda“.
Don Huan sreće Markiza od la Mote, ženskaroša Huanovih razmera, inače starog prijatelja. Markiz od la Mote priznaje da je zaista zaljubljen u prelepu devojku, gospu Anu. Kako je Huan ovo čuo, tako je poželeo da je ima, nesvestan šta znači voleti nekoga. Markiz od la Mote odlazi do Anine kuće, Katalinon ga prati kako bi Huan saznao gde Ana živi. U tom času Don Huan dobija pismo od gospe Ane koje treba da prosledi Markizu. U pismu Ana poziva La Motu da dođe i provede noć sa njom. Don Huan kaže La Moti pogrešnu satnicu kada je Ana poručila da dođe, odlučan da uživa u njoj. Markiz nagovara Don Huana da uzme njegov ogrtač kako bi prevarili jednu devojku, Beatris. Kako su se sve okolnosti odigrale u Huanovu korist on odlazi kod gospa Ane, prerušen u Markiza.
U domu Don Gonsala, Ana uvidi da čovek pod ogrtačem nije njen voljeni Markiz i poče da zove upomoć. Izlazi Don Gonsalo, koji proklinje čoveka koji mu je oteo čast. Za njega je najveća čast, čistota njegove ćerke. Don Huan ubija Don Gonsala, koji ga na umoru proklinje da će mu se osvetiti. Huan beži taman na vreme da Markizu vrati ogrtač i pobegne. Mota biva uhapšen, a kralj daje naredbu da na Don Gonsalovom grobu budu osvetničke reči.
Sledeća scena počinje pesmom pastira koji veličaju lepotu Aminte, lika koji se tada prvi put uvodi u dramu. Aminta je mlada nevesta, puna ljubavi želje da je prenese svom izabraniku Batrisiju. Mladoženja, Batrisio je takođe zaljubljen u Amintu. Njihovu ljubav i predstojeći brak, njihovo okruženje u potpunosti odobrava i podržava, tako da ova scena odiše toplinom i osećanjem zajedništva. U priču je uključen i stari Gaseno, koji predstavlja simbol mudrosti i iskustva.
Međutim, kao neočekivani gost pojavljuje se seviljski zavodnik, mladi Tenorio, sa namerom da zavede mladu Amintu. Njegov dolazak budi sumnju u Batrisiju i navodi ga da ispituje svoje poverenje u nevestu. Smatrao je Huana finim čovekom i vrsnim plemićem, a samim tim i dostojnim suparnikom što je u njemu probudilo ljubomoru i prezir. Iako su ostali gosti bili počastvovani zavodnikovim prisustvom, mladoženja je bio jako uznemiren.
Treći čin
Početkom trećeg čina može se videti intenzivnost Batrisiove ljubomore kroz njegov monolog, kada iskazuje žal za svojom nevestom koju je već smatrao izgubljenom. Prekinuće ga Don Huan kazivanjem gnusne laži. Mladi zavodnik tvrdi Batrisiju da je već uživao Amintinu čast i da ga ona i dalje želi za ljubavnika, premda to još uvek nije bila istina. Kako je neostvareni mladoženja odbacio Amintu kao svoju buduću suprugu, Aminta pati i povlači se u svoje odaje. Kasnije te noći, Don Huan Tenorio dolazi do Amintinog kreveta i svojom slatkorečivosti i pustim obećanjima je navodi da ne odoli iskušenju. Kao i do sada, Huan, sa odanim Katalinonom beži u cik zore ne osvrćući se.

Naredna scena oslikava žensku patnju zbog učinjene nepravde. Pojavljuje se Izabela koja putuje sa svojim slugom Fabijom ka Sevilji, prolazeći Taragonu i kasnije Valensiju. Izabela je i dalje zaljubljena u vojvodu Oktavija. Pati jer ne želi da se uda za mladog Tenorija, ali i zbog svoje nepovratno izgubljene časti i dobrog glasa. Fabio je bezuspešno teši, što će prekinuti dolazak mlade ribarke Tizbee, takođe žrtve bestidne prevare ozloglašenog zavodnika. Iznoseći svoju nesreću Izabeli, ribarka otvoreno iskazuje krhkost i nemoć, dok se vojvotkinja, prepoznajući muku istovetnu svojoj, nudi pomoć i smišlja plan osvete. Kako dve povređene dame odlaze, tako se, kao kontrast pojavljuju Katalinon i Don Huan, oličenje muškosti i zavodljivosti. Katalinon saopštava svom gazdi da je Izabela na putu do Sevilje i da dolazi zbog ugovorenog braka, o čemu Huan ne želi ni da čuje, iako ne poriče lepotu mlade plemkinje. Potom se pojavljuje kameni grob tragično stradalog Don Gonsala od Uljoe, koji je probudio određen zazor i bojazan u mladićima, premda Huan to ne priznaje. Videvši natpis na Gonsalovom grobu, koji kaže:

| „ | Tu čeka božji sluga, Vitez časni i verni, Naplatu strašnog duga. | ” |

Don Huan ismeva njega i njegovu smrt, a potom ga rugalački izaziva na dvoboj. Plemić i njegov verni sluga se zatim povlače u stan, gde im sluge poslužuju večeru. Ovu zgodu iznenada prekida dolazak jednog pozvanog, ali krajnje neočekivanog gosta. Na vratima se pojavljuje sam Gonsalo od Uljoe u onom obličju u kom je bio na svom grobu. U ovom zastrašujućem trenutku, Huan i dalje krije svoj očigledni strah od ove utvare. Kameni gost poziva mladog zavodnika na večeru iste noći u 22 sata, koja će se održati u kapeli u obližnjoj crkvi. Kako bi dokazao svoju neustrašivost Huan prihvata ovaj poziv. Po odlasku ovog krajnje neobičnog gosta, mladi Tenorio u svom monologu ubeđuje sebe kako ne zazire od ovakvih prikaza.
Naredna scena počinje razgovorom Don Dijega Tenorija i kralja, koji razmatraju pitanje venčanja mlade Izabele i Dijegovog sina, Huana. Njihovu polemiku prekida vojvoda Oktavio koji moli kralja za dopuštenje da seviljskog zavodnika izazove na dvoboj, kako bi sprao ljagu sa svog imena i odbranio Izabelinu čast. Međutim, kralj mu ne daje odobrenje, braneći Dijegovog sina kao izuzetnog plemića. Napetost prekida dolazak Aminte i starog Gasena, koji tražeći Don Huana, otkrivaju još jednu nepravdu nanesenu nedužnoj devojci. Vojvoda Oktavio u ovome vidi prigodan način da se osveti fatalnom zavodniku. U predstojećoj sceni, Huan objašnjava Katalinonu kako venčanje mora pričekati, jer smatra da ima nezavršena posla sa kamenim gostom. Iako nailazi na Katalinonovo neodobravanje, odlučno polazi ka crkvi sa u pratnji svog vernog sluge. Tokom ulaska u crkvu Katalinon strahuje, dok Huan teži da iskaže svoju usiljenu nonšalantnost. Pri samoj pojavi okamenjenog Don Gonsala, emocije se pojačavaju. Uljoa ih poziva na večeru i nudi krajnje neobičan jelovnik: varivo od kandži, guje i škorpione, kao i gorko vino. Nakon ove jezive gozbe, Uljoa zahteva od Huana da mu pruži ruku, koji to iz inata i čini, trudeći se da bude junački nastrojen. Ovaj dodir je zapravo bio dodir smrti, koji je izgoreo svu snagu seviljskog zavodnika i učinio ga slabim i nemoćnim. Nakon ove strahote i Huanovog bespomoćnog zapomaganja, on pada mrtav. Za njegovim životom u podzemni svet tone i grobnica, kao i sam Don Gonsalo. Katalinon ostaje užasnut i zgranut i u tom raspoloženju trči kod kralja da saopšti ovu stravičnu vest.
Scena koja sledi okuplja kralja, Huanovog oca kao i sve one koje je seviljski zavodnik ikada povredio. Ovaj skup prekida Katalinon i saopštava vest o Huanovoj smrti. Ova novost je zapanjila sve prisutne, ali i izazvala određeno olakšanje u njihovim dušama. Potom, kralj naređuje da se Huanovo telo sahrani u Madridu. Kao i što je isprva trebalo biti, drama se završava tako što markiz ženi svoju veliku ljubav Anu, vojvoda Oktavio Izabelu, a Batrisio Amintu. Prisutan je određeni osećaj zadovoljstva, jer je pravda konačno ispunjena.

## Karakterizacija likova (s osvrtom na didaktičku funkciju dela)
Don Huan. Karakterni sklop glavnog lika je usklađen sa didaktičkim funkcijama dela. U moralnim normama karakterističnim za sedamnaesti vek, lik Don Huana je poučan kako za one slične njemu, tako i one slične likovima koji zbog njega stradaju. Stavljen u te okvire, Don Huan je za savremena poimanja okarakterisan isuviše devijantno, pa samim tim i jednolično i oskudno, premda data karakterizacija vrši predodređenu funkciju dela. Svi ostali likovi, još oskudnije okarakterisani, stvoreni su da bi do izražaja došle Don Huanove osobine.
Don Huan je u vlasti erosa, što se ispoljava kao neutoljiva glad za telesnim zadovoljstvom (Sevilja me nazva glasno zavodnikom, nema meni nikakve veće slasti, neg zavesti, upropastit čast i lijepost kakvoj ženi), od čega ga, kako se vidi, ne odvraća ni svest o težini sopstvenih postupaka. Opsednutost erosom poništava sve moralne vrednosti i ljudske obzire (kada nepozvan dođe na Batrisijevu svadbu, seda na njegovo mesto pored mlade, ismeva ga i povrh svega besramno mu traži njeno telo lažući ga da su zaljubljeni) i podgreva hedonizam. On do poslednjeg trenutka uzima od života ono što želi i što mu se „daje“, uživa u trenutku i život mu se svodi na „sada“ i „ovde“: Zvezde, što mi sad svetlite, u varci mi dajte sreće, ako smrt naplatit sve će, još dugo je zadržite (1915).
Drzak je, lukav i promišljat, brzo reaguje u nepovoljnim situacijama: na samom početku, uhvaćen na delu, kaže da će se predati samo španskom poklisaru, Don Pedru, da bi mu se otkrio kao sinovac. Stricu se pravda podilazeći mu rečima: Striče, gospodaru, mlad sam, mladić bio ti si, i kratio ljubav nisi, pa oprosti mome žaru. /.../ Buduć da to želiš čuti, istinu ti reć’ ću celu: varkom godih Izabelu vojvotkinju (65). Promišljeno, tobože predaje svoj život u njegove ruke svestan da će ga tako smekšati: Opravdanje neću tražit, jer vrijedilo ništa ne bi, pa krv svoju nudim tebi, prolij je i grijeh ublaži! Do nogu vam nice padam i svoju vam sablju nudim (100). Prvi koji mu ukazuje na kaznu koja će ga snaći za nedela je sluga Katalinon, na šta Don Huan podrugljivo pita: „Kad će pak me to zateći?“. Naslađuje se svojim podmuklim pobedama: S čašću svladah ga u boju, jerbo vazda ti seljaci, buduć da su sebičnjaci, pozivaju se na čast svoju (1900). Koristi očev položaj i dobre odnose s kraljem; iritiraju ga Katalinonove kritike i stalne strepnje. Zakletve koje daje ženama ništa mu ne znače, ali jedna od zakletvi ima posebno mesto jer anticipira ono što će se desiti: Ako bi mi zatajila reč i vere, molim Boga, neka kao himenika, usmrti me čovek... (tada u sebi dodaje: ...mrtav). Obećava brak svim ženama (za razliku od Soriljinog Don Huana) − što se može objasniti normama vremena u kojem je delo nastalo, kada su oštro osuđivani seksualni odnosi bez pokrića braka. Jednu od prevara okončava ubistvom Don Gonsala, oca gospe Ane. Na upozorenje svog oca (don Dijega) da će ga stići kazna, on izaziva Vreme: „U času smrti? Zar mi kaznu tako kasno proričete?“.
Kao što nam i Homerova Ilijada pokazuje, nedela s kojima se ljudska misao kroz istoriju čovečanstva nikako nije mogla pomiriti su upravo ona kojima se skrnavi ili ismeva pokojnik, a to će upravo biti vrhunac Don Huanovih grehova. On, naime, hvata za bradu nadgrobnu statuu don Gonsala, svoje žrtve, i zabavlja se pozivajući ga na večeru. Mirne savesti Huan odlazi kući na večeru, ali Božja pravda, u liku kamenog gosta, dolazi po svoje. Dok je u narodu uvreženo strahopoštovanje prema mrtvima baš zbog moći koja im se pridaje po smrti, Don Huan gleda na to sasvim oprečno (Mrtvog si se preplašio! Kako tek od živog strepiš! Strah od mrtvih svojstven je neukima, 2345). Pesma u katedrali daje pečat celom delu: Nek slušaju koji božje izazivaju vele kazne, nema roka što ne stiže ni duga što nije plaćen (2730). Ova predstava se i dan danas izvodi na Veliki petak Svete nedelje, podsećajući hrišćane da ne izazivaju Boga, jer za pokajanje može biti kasno.
Katalinon. Verno služi Don Huana, mada očekuje i da mu ovaj uzvrati tako što će mu pomoći da postane grof. Predviđa Don Huanove namere (kada Mota hvali Don Huanu lepotu njegove rođake gospe Ane, Katalinon misli: Kuš, seviljski, jer te ljuti zavodnik će obmanuti) i osuđuje njegove prevare - žao mu je što je Tisbei za ukazano gostoprimstvo tako rđavo vraćeno. Iako sluga, protivi se da učestvuje u Don Huanovom planu da obeščasti gospu Anu bojeći se kazne koja ih obojicu može snaći (Igru sam ti promatrao, što gledatelj njezin bijah, ne bih htio kakvom munjom, da me zdrobi s neba sila, 1970), ali ipak ostaje pokoran.
Don Dijego. Pravedan, kao kraljev miljenik i „poglavica pravde“ moli kralja da ne dopusti Oktaviju dvoboj sa Don Huanom, što mu ovaj odobrava i samo ga proteruje iz grada, ali je opet svestan da je to mala kazna u odnosu na počinjena nedela njegovog sina. Osuđuje ga za izdaju prijatelja (Horacija) i najoštrije ga upozorava na kaznu − što stvara klimaks upozorenja upućenih Huanu (Katalinon → Tisbea → otac: Pričinja se tebi, pazi, da Bog čeka, odobrava; kaštig njegov sveđ je spravan i na vreme on dolazi [...] on na smrti strogo sudi), koji se završava kletvom (Nek te kazni Svemogući!) i suzama (odlazi uplakan). Na kraju, kada se otkriju svi Huanovi zločini, pravdu i strah od Boga ipak pretpostavlja bezuslovnoj roditeljskoj ljubavi: Za nagradu službe moje uhitit ga odmah dajte! Nek grijeh plati e da strijela s neba ne bi pala na me, jer sam otac sina zloga (2820).
Oktavio. Zaljubljen je u Izabelu (isprva je vezuje za devičansku čistotu, čast) i duboko povređen pričom da ga je Izabela okrivila pred kraljem. Oseća se izdatim, tišti ga raskorak između velike ljubavi koju oseća i njene izdaje koja sve to poništava (Takav ste mi otrov dali, što čak čvrsto srce zgodi, i tako mi riječ vodi da lasicu oponašam; Zar me tako obmanula, u ruglo mi ljubav svela?, 335). Kao kontrast njegovom bolu navodi se priča o ribarici Tisbei, koja svoju dušu nije dala na milost i nemilost ljubavi, dok na ljubav gleda kao na ranjivost (Slobodu duša godi, buduć me ljubav zmija, ujedom ne otrova (400).
Tizbea. Stopljena je sa prirodom, časna, uživa poštovanje među ribarima, gorda je i gluva za njihove ljubavne molbe i obećanja. Don Huan je prvi koji u njoj budi žar i ona mu se predaje; u neverici ga podseća (zaklinje) da će mu doći kazna s neba ako ne ispuni obećanje. Samokritična je i svoju nesreću vidi kao kaznu za loše ophođenje prema ribarima (S muškarcima neprestance ja se rugah hola, gorda; svako ko se drugom ruga sam ispadne predmet rugla, 1015). I za nju je vezan motiv karme, koji se proteže kroz celo delo, da bi se najupečatljivije potvrdio u Don Huanovoj kazni.
Batrisio. Uznemiren Don Huanovim dolaskom, pokušava da zaštiti ono što je njegovo, ljubomoran je i introspektivan - pored svega preispituje zasnovanost svoje ljubomore i gneva (Zar je pravo, dok smo jeli, što uz moju ženu sjede, 1810). Nesiguran je i ne podnosi misao da možda živi u obmani i da su mu čast i ponos ugroženi, te lako gubi poverenje u Amintu (u Don Huanovom ponovnom dolasku nalazi potvrdu za svoje sumnje, verujući u da ona ima udela u tome).
Aminta. Vidi Batrisijevu nesigurnost i ljubomoru; shvata da joj ga Don Huan oduzima i proklinje ga; kasnije, obmanuta, pristaje da mu bude žena i zadovoljava se njegovom zakletvom.

## Struktura dela
Radnja
Kada pogledamo strukturu ovog književnog dela uočavamo da ima ekspoziciju, zaplet, peripetiju, kulminaciju, rasplet. Zaplet počinje sa Tizbeom kada don Huan uspeva svojim lažima da je zavede i iskoristi. (Da ću život izgubiti/ zarad tebe, kad bih znao,/ rado bih ga tebi dao;/ obećavam da ću biti/ tvoj muž.) Takođe ima podelu na činove: prvi čin sa temom zavođenja, drugi sa temom obmane i treći sa temom pravde.
Iznenadni preokret toka radnje je pojava groba, tj. kada izlazi mrtvac u obliku kamene statue, koji se pojavljuje tri puta- prvi i treći put na svetom mestu, groblju, a drugi kod don Huana. Nema hora koji uvodi u radnju, već su muzičari ti koji nas, dajući komentare u vidu opomena, obaveštavaju da će Huana sustići kazna i da će na kraju biti kažnjen. (Svaki čovek, dokle god je/ živ na svetu, nek ne kaže:/ dug rok daješ za plaćanje!/ Dan naplate brzo svane.) Radnja se odvija kroz konkretne događaje.
Naslov je vezan za temu jer saznajemo gde se odigrava, da je glavni lik zavodnik, ali nas jedino pojam kamenog gosta može začuditi i uneti zabunu.
Odnosi među likovima
Izražena je klasna razlika. To najbolje vidimo u odnosu don Huana i njegovog sluge Katalinona. (Vidim da si pravi bednik.)
Don Huan se slično odnosi i prema Batrisiju. Ponižava ga, seda pored njegove žene, iako zna da njemu to smeta i na kraju mu preotima ženu. Drugačije zavodi gospe plemenitog roda, upada im noću pod maskom ljubavnika, a drugačije seljanke, zavodljivim govorima i obećanjima da če ih oženiti.
Slično se i Oktavio odnosi prema svom sluzi, Ripiju. (Bezumniče, pa šta ti znaš?)
Govor
Delo je napisano u dijalozima, koji su uglavnom kratki i monolozima. Drama je pisana slobodnim stihom. Jezik je realan, jednostavan i razumljiv. Radnja je dinamična i kroz dijaloge dolazimo do karakterizacije likova. Moto glavnog junaka je: „Dug rok daješ za plaćanje.“ (Tan largo me lo fiáis). Tirso ga koristi na ključnim mestima i kao refren junaka, a ovaj stih predstavlja deo poslovice: „Si a ese tiempo lo fiáis, echáme otra vara más; si tan largo me lo fiáis, dad acá lo que os queda.“, što znači: „O tom potom, lako ćemo.“ I taj moto nam pokazuje da je don Huan imao prilike da se pokaje, ali on to ipak nije hteo.
Javljaju se i poslovice:
Dobar glas daleko seže,/ zao dalje se proteže.
Kako seješ, tako niče.
Ko god čeka da uživa/ dokle čeka, očaj skriva.
Kad čene poveruju, teško njima.
Ton
Ton je jasan. Delo zrači humorom uz dozu ironije. Ironiju vidimo u Katalinonovom govoru. (Nemoj da te uz svoj blag lik/ zavara španski zavodnik.) I u odnosu sa don Huanom. (Jeste, rode,/ opet tvoja tuđa žena.) Batrisio je takođe ironičan. (Baš je lepo što je seo/ da večera s mojom ženom,/ i što meni, pometenom,/ smeta, pa nisam ni jeo.)
Dramsko delo je pisano po baroknim pravilima, a predstavlja mešavinu komičnih i tragičnih elemenata i motiva. Jedan od komičnih elemenata je kada je Katalinon mislio da se njegov gazda udavio i da ne diše, Tizbea mu je rekla da je ipak živ, a onda je on rekao: Mogao bi da diše na drugom mestu. Tragedija je jer na kraju dela glavni lik, don Huan, gine, tj. biva ubijen jer se tokom života nije pokajao za svoje mnogobrojne grehe. Pokajao se na kraju, ali je tada već bilo kasno.
Monolozi i solilokviji
Kroz monologe često saznajemo o prošlosti likova. (Don Pedro: O, podlače, zar ti nije/ dosta što sa retkim žarom/ podiči se ti prevarom/ vrle žene sred Španije,/ nego sada u Napulju,/ još kod kralja, ta sloboda/ sa ženom visokog roda?)

## Teme, motivi, simbolika, ključne reči i teološke implikacije
Sam naslov ovog dela, Seviljski zavodnik i kameni gost, čitaocu odmah sugeriše glavne motive - motiv zavodnika (uz njegovo poreklo), dok motiv kamenog gosta verovatno predstavlja nepoznanicu i budi maglovite asocijacije današnjem čitaocu. Ipak, za onu publiku za koju je komedija pisana, motiv kamenog gosta bio je i te kako poznat jer potiče iz španske usmene tradicije. Upravo ova dva glavna motiva čine dve velike tematske celine ovog dela – prvi se kroz epizode zavođenja Isabele, Tisbee, Ane i Aminte proteže do treće scene trećeg čina, a drugi, susret Don Huana sa kamenom statuom Don Gonsala od Uljoe i kazna, kroz poslednje četiri scene trećeg čina. Ne zna se sa sigurnošću zašto je Tirso de Molina motiv iz narodne tradicije izabrao za kulminaciju svog dela. Jedna je pretpostavka da je u njemu pronašao odgovarajuće rešenje za rasplet upravo zbog toga što je auditorijumu bio poznat motiv kamenog gosta, a samim tim i dvostrukog poziva na večeru, pa su tako mogli lako da ga prihvate kao razrešenje. Druga mogućnost je da je pisac krenuo od legende koju je želeo da pretoči u dramski oblik, a da je prvi deo o zavođenju napisao kao uvod i njime motivisao kaznu koja Don Huana stiže u obliku kamene statue i pakla.
Tirso de Molina je bio sveštenik i istinski katolik, te je ovo delo pre svega imalo i neizostavnu moralističku i didaktičku notu. Njime je pisac želeo da ukaže na neminovnost Božje kazne svima onima koji se ne vladaju po njegovim načelima, što je i tema ove drame. Neobično je to što je Tirsov junak zapravo vernik, i to je prva stvar koja ovog junaka razlikuje od svih kasnijih likova Don Huana koji su nastali iz njega. Don Huan Tenorio je raspusnik koji veruje u Božju pravdu, ali vreme pokajanja odlaže za starost, odnosno sam trenutak smrti. To se vidi iz reči koje on, poput refrena ili mota, ponavlja na nekoliko ključnih mesta u drami, kada mu savetuju da se pokaje: Dug rok daješ za plaćanje (Tan largo me lo fiáis – stih koji je sastavni deo poslovica: si a ese tiempo lo fiáis, echáme otra vara más; si tan largo me lo fiáis, dad aca lo que os queda, sa značenjem: o tom potom, lako ćemo). Uljuljkan je osećajem sigurnosti jer njegov stric, a tako i on sam, uživa zaštitu kralja, pa je oslobođen direktne i brze kazne i posledica. Božju kaznu misli da će zaobići pokajanjem u poslednjem trenutku. Zato kroz njega Tirso kritikuje izopačeni koncept pokajanja koje počiva samo na reči, a ne i nameri. Takvim svojim motom Don Huan je okarakterisan kao loš hrišćanin i zbog toga što se ne ponaša u skladu sa verskim doktrinama, kakva je uverenost da je smrt iznenadna i da čovek na nju uvek mora biti spreman. On je i otelotvorenje greha i zla, gotovo poistovećen sa satanom (uvek zavodi noću, obavijen senkama i maskiran, čak se i njegovo nesmetano ispunjavanje svih težnji može shvatiti i kao kazna zavedenim ženama zbog njihovih greha, opet nalik đavolu koji je na Zemlji jer po Božijoj volji tamo sprovodi pravdu). Tirso takođe naglašava i koncept slobodne volje – Don Huan svaku žrtvu zavodi uz njen konačan pristanak, a i u katoličkoj doktrini đavo može uticati na čoveka jedino ako mu ovaj to i dopusti. Takođe, satani se ne može uspešno suprotstaviti niko osim Boga, pa tako i ovom zavodniku gotovo da nijedna žena ne može odoleti, a kazniti ga može jedino Bog i to kroz kamenu statuu. Lik Don Huana je vešto izgrađen od kontrasta i protivrečnosti, pa i kod čitalaca takve reakcije izaziva, u isto vreme odbija i privlači. Zarazna je njegova užasna dinamičnost i smela volja, na prvi pogled on deluje kao jedini koji prkosi društvenim i moralnim normama, kao jedini nosilac pobune. Međutim, i aristokratija krši moralna i društvena načela, ali, za razliku od Don Huana, to skriva pod maskom časti. Zato je još jedna tema ovog Tirsovog dela kritika i sveukupnog društva onog vremena, okovanog nemoralom.
U ovom delu se uočava i više različitih primera vizuelnog i auditivnog simbolizma kojima se Tirso obilato koristi. Scene u kojima su kralj i Don Dijego, ličnosti kojima je Don Huan podređen, svetle su i tako u kontrastu sa prizorima gde je protagonista Don Huan, koji je uvek obavijen mračnim, mističnim i nemirom. Tako i, u određenim scenama, muzika boji doživljaj čitalaca i čini ga potpunijim gradeći ironičan ton (kada markiz od la Mote peva pesmu Ani dok je Don Huan zavodi), ili upotpunjujući seosku atmosferu (Aminta i Batrisio koji pripremaju venčanje).

## Istina o poreklu mita o don Žuanu
Poreklo
Lik don Huana, kao što je već spomenuto, stvorio je Tirso de Molina (Tirso de Molina) u XVII veku (1630) u poznatom delu “Seviljski zavodnik i kameni gost” (El burlador de Sevilla y convidado de piedra). Ponovo je uveden u književnost u XIX veku kao glavni junak Soriljinog dela (José Zorilla) “Don Huan Tenorio” (Don Juan Tenorio).
Po mišljenju nekih kritičara, ovaj lik je, zapravo, već postojao u književnosti ranije, i to u delu Tan largo me lo fiáis koje se pripisuje Andresu de Klaramonteu (Andrés de Claramonte).
U svakom slučaju, samo stvaranje ovog lika veoma je uticalo na celokupnu evropsku kulturu, jer je mnogim evropskim umetnicima don Huan poslužio kao inspirativni model za stvaranje novih dela. Tako je, na primer, nastala Mocartova poznata opera El don Giovanni ili Štrausova simfonička poema, kao i Molijerov ili Lord Bajronov don Huan. Ovaj autentičan španski junak uspeo je da nađe svoje mesto u moru likova evropskog kulturnog stvaralaštva i ostavi snažan uticaj koji je trajao vekovima.
Sa sigurnošću možemo tvrditi da je don Huan, zavodnik, postojao u svesti španskog naroda mnogo pre nego što je stvoren kao junak u književnom delu. Lik don Huana predstavlja metaforu za kršenje svih ustaljenih normi, kako moralnih, tako i socijalnih. Za njega čast i pravednost kao ljudske vrline ne postoje, život shvata olako, kao igru, zabavu i uživanje.
Kada govorimo o oba dela, važno je napomenuti da postoje pojedine razlike u osobinama likova, strukturi dela i načinu na koji su dela pisana i završena.

## Razlike između Molininog i Soriljinog Don Huana
Kao što je već napomenuto, razlike postoje, a one imaju posebnu važnost zbog same završnice kako jednog, tako i drugog dela.
Na prvom mestu, Molinin don Huan ne piše pisma, piše ih njegov sluga, dok je Soriljin don Huan veoma vičan u pisanju.
Takođe, Molinin junak se koristi obećanjima o braku uz pomoć kojih uspeva da dostigne svoje ciljeve, odnosno da zavede mnoge žene, dok Soriljin to ne radi.
Veoma se razlikuju i načini na koje je religija predstavljena. U baroknom delu glavni cilj je bio dočarati snagu i autoritet božanskog suda od kojeg niko ne može pobeći, kao i strahopoštovanje Božijih ‘podanika’. Bio je bitan uzoran i moralan način ponašanja. U romantičarskom delu, religija i sam Bog prikazani su na nešto drugačiji način. Bog je bio taj koji je bio blag i uvek spreman da oprosti, čak i najveće grehe, ali samo u slučaju istinskog pokajanja.
Samo ponašanje don Huana na početku oba dela ima dosta sličnosti: predstavljeni su kao lukavi laskavci i zavodnici koji samo traže uživanje.
Velika i najbitnija razlika u samim strukturama likova je ta što se Soriljin junak menja i poklekne pred ljubavi prema Ines, ženi koja ga je spasila paklenih muka koje su, s druge strane, sačekale junaka baroknog dela.
Kao što je već spomenuto, Molinino delo je barokno, a Soriljino romantičarsko. Samim tim, normalno je da se likovi, pitanja religije i pogledi na život razlikuju. Likovi u baroku su veoma kompleksni, ponekad i kontradiktorni, javljaju se razne ekstremne tendencije ljudskih bića, koje se slikovito objašnjavaju, kao što su, u slučaju don Huana, nezainteresovanost za religiju i obmanjivanje žena. 
Primećujemo da je u baroknom delu jedna od glavnih tema pravednost. Bog kažnjava don Huana za sva ismevanja i nepravde koje je počinio, pogotovo za najveći greh od svih- ismevanje upokojenih. S druge strane, u romantičarskom delu kao glavna tema se provlači spas don Huanove duše uz pomoć ljubavi koja mu se desila.

## Značenje u savremenom jeziku
Istorijsko poreklo don Huana biva zanemareno pri prenosu ove “sintagme” u savremeni jezik. Danas, biti jedan “don Žuan” ili se ponašati “donžuanovski” predstavlja laskanje, najlepši kompliment koji možete uputiti jednom pravom muškarcu (macho). Ako muškarac ima tu osobinu, prvenstveno treba shvatiti da je jedna od njegovih glavnih okupacija zavođenje žena koje padaju ničice pred njihovim “veštinama”.
Šta je današnjem čoveku ostalo od don Huana ili, više poznatog- don Žuana? Par stihova poznatih širom sveta i ta osnovna ideja o čoveku koji je sposoban da zavede svaku zenu, uključujući i kaluđericu. Šta je dovelo do toga da se jedan tako kompleksan književni lik pun kontradikcija toliko uprosti i ostane upamćen samo kao običan frazem: biti don Žuan?!

## Bibliografija
- Molina, Tirso de: Seviljski zavodnik i kameni gost, Rad, Beograd, 2000.
- Goring, Paul, Jeremy Hawthorn, Domhnall Mitchell: Studying Literature, Oxford University Press Inc., New York
- La verdad sobre el origen de mito de Don Juan, 2008, oktobar, Logos
- Carlos Alvar, José Carlos Mainer: Kratka povijest španjolske književnosti, DEMETRA d.o.o., Zagreb, 2005.

## Spoljašnje veze
- http://sobrehistoria.com/el-siglo-de-oro-espanol/
- http://www.spanisharts.com/books/literature/tlope.htm Архивирано на веб-сајту  (24. децембар 2010)